# Marco Baron
Marco Joseph Baron (Montréal, 8 aprile 1959) è un allenatore di hockey su ghiaccio ed ex hockeista su ghiaccio canadese naturalizzato svizzero che ha giocato come portiere in NHL e AHL, concludendo la propria carriera nell'HC Ambrì-Piotta, squadra della Lega Nazionale A.

## Carriera
Marco Baron iniziò la propria carriera giovanile nella QMJHL con i Montreal Juniors dal 1975 al 1979. Al termine della stagione 1977-78 fu inserito nel Second All-Star Team della lega. Conclusa l'esperienza in Canada i Boston Bruins lo scelsero nel draft del 1979 in 99ª posizione assoluta.
Esordì in National Hockey League con i Bruins il 10 gennaio 1980 contro i St. Louis Blues, unica sua presenza stagionale. Nelle stagioni successive fece sempre meno apparizioni in NHL, giocando soprattutto con le formazioni affiliate nelle leghe minori, AHL e IHL. Il 23 gennaio 1984 passò ai Los Angeles Kings in cambio di Bob LaForest, concludendo la stagione con 22 presenze, oltre ad altre 16 con i Moncton Alpines, formazione della AHL.
Nell'agosto dello stesso anno fu liberato dai Kings, e giocò un incontro in AHL con i Sherbrooke Canadiens, futuri vincitori della Calder Cup. Nel gennaio del 1985 entrò da free agent nell'organizzazione degli Edmonton Oilers, squadra con cui giocò una partita. Concluse la stagione 1984-85 con i Nova Scotia Oilers, mentre la franchigia di Edmonton conquistò la Stanley Cup.
Conclusa l'esperienza in Nordamerica si trasferì in Svizzera, vestendo la maglia dell'HC Ambrì-Piotta, squadra della Lega Nazionale A per una stagione. Fra la fine degli anni'80 e l'inizio dei '90 lavorò nello staff della squadra ticinese, ritornando a giocare nella stagione 1993-94, prima del ritiro definitivo. Stabilitosi definitivamente in Svizzera svolge il ruolo di opinionista e commentatore tecnico per gli incontri di hockey su ghiaccio per la televisione di stato RSI.

## Palmarès

### Individuale
- QMJHL Second All-Star Team: 1

1977-1978